# Per Spett
Per Axel Håkan Spett (* 24. August 1985 in Jukkasjärvi) ist ein schwedischer Freestyle-Skier.

## Leben
Spett gab sein Ski-Debüt im Rahmen des Freestyle-Skiing-Weltcups 2003/04 im Dezember 2003 im finnischen Ruka. Seither ist er für den Kiruna BK aktiv. Anschließend nahm er 2006 und 2010 an den Olympischen Winterspielen in der Disziplin Buckelpiste teil. Bei den Teilnahmen 2006 in Turin und 2010 in Vancouver, schied er jeweils als 23. nach zwei Durchgängen in der Vorrunde aus. Seine bislang beste Platzierung holte er bei der Freestyle-Skiing-Weltmeisterschaft 2009 im japanischen Inawashiro, sowie als fünfter im Dual-Rennen im Rahmen des Freestyle-Skiing-Weltcup 2011/12 in der schwedischen Åre Ski Area. Im Februar 2014 nahm er an seinen vierten Olympischen Spielen teil und zog am 10. Februar ins Finale auf der Buckelpiste in Sotschi ein.